# Werner Rohde

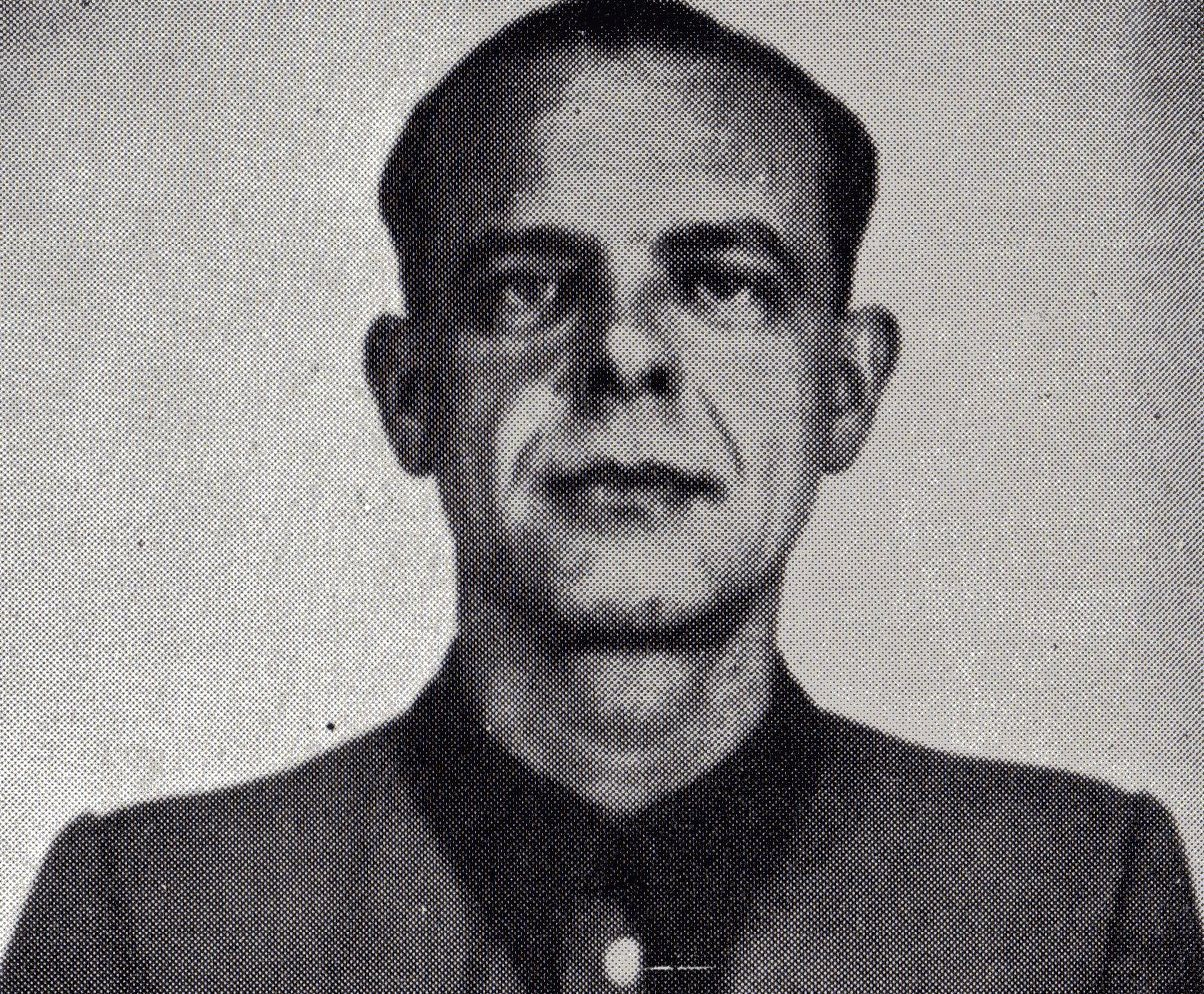
Werner Rohde 1946

Julius Alfred Werner Rohde (* 11. Juni 1904 in Marburg; † 11. Oktober 1946 in Hameln) war ein deutscher Arzt und Zahnarzt, der als Lagerarzt in den Konzentrationslagern Buchenwald, Auschwitz-Birkenau und Natzweiler-Struthof eingesetzt war.

## Familie, Studium, Berufseinstieg
Werner Rohde war der Sohn des Lehrers Albert Richard Rohde und dessen Frau Katharina Magarethe, geborene Schröder. Er hatte einen Bruder und eine Schwester. Er legte das Abitur an einem Realgymnasium ab und begann danach das Studium der Zahnmedizin an der Philipps-Universität Marburg, welches er am 5. Dezember 1929 mit der zahnärztlichen Prüfung beendete. Im Januar 1930 erhielt er die zahnärztliche Approbation und wurde im März des gleichen Jahres mit der Arbeit "Ein Fall von Syringocystadenom" zum Dr. med. dent. promoviert. Rohde heiratete im April 1930, ließ sich in Goddelau als Zahnarzt nieder und wurde im Jahr 1935 Vater einer Tochter, seines einzigen Kindes. Im Jahre 1938 gab er seine Praxis auf, um ein Studium der Humanmedizin aufzunehmen. Dieses absolvierte er ebenfalls in Marburg und schloss es 1942 mit dem medizinischen Staatsexamen und einer zweiten Dissertation mit dem Titel Einfluss mehrerer Narkotika auf die Aktivität der Cholinesterase des Blutes als Dr. med. ab.

## Betätigung im Nationalsozialismus
Rohde trat der NSDAP bereits 1923 bei und war am 9. November des gleichen Jahres Teilnehmer am Hitlerputsch. Nach dessen Scheitern distanzierte Rohde sich von den Nationalsozialisten, wohl um sein Zahnmedizinstudium nicht zu gefährden. Eine Dekade später, am 23. März 1933, trat Rohde in die SA ein und schloss sich zum 1. April 1933 erneut der NSDAP an (Mitgliedsnummer 1.663.050). Wegen seines früheren Engagements galt er in der Partei allerdings nicht als opportunistischer Märzgefallener, stattdessen wurde er sogar für die Verleihung des Blutordens vorgeschlagen. In der SA war Rohde ehrenamtlich als Zahnarzt tätig und diente 1933 für vier Wochen freiwillig in einer Polizeieinheit. Im Jahr 1936 wechselte Rohde von der, inzwischen entmachteten, SA zur Schutzstaffel (SS-Nummer 283.486). Ein Indiz für seine Ambitionen stellt der 1937 erfolgte Austritt aus der evangelischen Kirche dar, da dies eine inoffizielle Voraussetzung für höhere Positionen in der SS war. Innerhalb der SS wurde Rohde ein Vertrauensmann des SD. Statt einer Karriere im Nachrichtendienst der SS entschied sich Rohde für das oben genannte Zweitstudium, wofür er auch zunächst von der Wehrpflicht zurückgestellt wurde. Als er schließlich im Verlauf des Jahres 1941 doch zum Wehrdienst in der SS eingezogen wurde, stellte dies kein Hindernis für das Medizinstudium dar, da er als Mitarbeiter an das Hygieneinstitut der Universität Marburg unter Leitung von Wilhelm Pfannenstiel abkommandiert wurde. Diesen denunzierte Rohde 1942 beim SD mit der Aussage, dass Pfannenstiel Juden als Patienten gehabt hätte. Der Fall wurde verhandelt und Rohde musste zurückrudern. Einen Knick erlebte seine SS-Karriere aber erst, als Rohde im November 1942 nach einer Schlägerei zwischen feiernden SS-Mitgliedern und einem Bahnschaffner einen Polizisten durch Drohung davon abhalten wollte, die Personalien der an der Schlägerei beteiligten Männer aufzunehmen. Für dieses Verhalten wurde er, obwohl von einem SS-Feldgericht wegen der Schlägerei freigesprochen, von Heinrich Himmler jedoch mit drei Wochen verschärftem Stubenarrest bestraft. Insgesamt stieg Rohde innerhalb der SS bis zum SS-Obersturmführer auf. Dies war in Anbetracht seines Geburtsjahrgangs ein relativ niedriger Dienstgrad. Mögliche Erklärungen dafür sind sein relativ später Übertritt in die SS oder die Unterbrechung seiner Karriere wegen der Aufnahme seines Zweitstudiums.

## Tätigkeit als SS- und Lagerarzt
Nach dem Abschluss des zweiten Studiums erhielt Rohde im SS-, Wirtschafts- und Verwaltungshauptamt – Amt III für Sanitätswesen und Lagerhygiene mit Sitz in Oranienburg – 1942 eine weiterführende Qualifikation. Ab August 1942 wurde er als Arzt im SS-Lazarett Berlin eingesetzt, jedoch nach zwei Wochen später bereits zu einem Ersatzbataillon der SS-Totenkopf-Division in Dresden versetzt. Es folgte die Verwendung als Lagerarzt im KZ Buchenwald. Am 11. März 1943 trat er dann seinen Dienst als Lagerarzt im Frauenlager des KZ Auschwitz-Birkenau und im Lager Auschwitz I an. Hier blieb Rohde, bis er ab dem 1. Juli 1944 erster Lagerarzt im KZ Natzweiler-Struthof und später Lagerarzt diverser anderer Lager in der Region wurde. Unter anderem war er ab 25. Juli 1944 Lagerarzt im Sicherungslager Schirmeck-Vorbruck im Elsass und ab Dezember 1944 im KZ Bisingen.

## Verbrechen
Während seiner Tätigkeit als Lagerarzt hat sich Rohde vieler Verbrechen schuldig gemacht, andererseits wurde er von verschiedenen Überlebenden als einer derjenigen Ärzte bezeichnet, die noch menschliche Reaktionen gegenüber den KZ-Häftlingen gezeigt haben sollen.
In Auschwitz sollte der SS-Sanitätsdienstgrad Herbert Scherpe Anfang 1943 auf Anordnung Rohdes mehrere Dutzend polnische Jungen aus Zamość im Alter zwischen acht und vierzehn Jahren mittels Phenolspritzen töten. Als er sich nach zwanzig Injektionen weigerte fortzufahren, bestrafte Rohde ihn nicht. Ebenfalls in Auschwitz tat Rohde regelmäßig Selektionsdienst an der Rampe des Lagers, wobei er mitunter Arien aus dem Rigoletto gepfiffen haben soll. Von den insgesamt 5000 angekommenen Deportierten eines Transportes wurden nur etwa je 250 Männer und Frauen nicht umgehend in der Gaskammer ermordet. Die von dem Sanitätsdienstgrad Josef Klehr zur Vergasung bestimmte Häftlingszahl des Häftlingskrankenbaus soll Rohde reduziert haben. Rohde soll angesichts der Lagerrealitäten oft betrunken gewesen sein, auch wenn er an der Rampe die Ankommenden selektierte.
Auch in Auschwitz traf er wieder auf Ella Lingens, mit der er zusammen Medizin an der Universität Marburg studiert hatte. Lingens war zu diesem Zeitpunkt schwer an Fleckfieber erkrankt. Ihren Aussagen zufolge habe Rohde ihr durch Verlegung von Birkenau in den Krankenbau des Stammlagers Auschwitz das Leben gerettet und sich danach für bessere hygienische Bedingungen im Frauenlager eingesetzt. Nachdem Lingens wieder genesen war, wurde sie in Auschwitz als Häftlingärztin eingesetzt. Lingens sagte später im Auschwitz-Prozess aus: „Er hat mir das Leben gerettet, aber er hat auch Zehntausende dem Tod überantwortet. Alle, die sich auf diese Weise ein Alibi zu verschaffen suchten, mordeten in anderen Fällen ohne Bedenken.“
Ebenfalls wurden von Rohde Menschenexperimente mit Narkotika in Auschwitz durchgeführt. So zwang er Häftlinge, mit Morphium oder Evipan versetzten Kaffee zu trinken und ließ sich detailliert über ihren nachfolgenden Gesundheitszustand unterrichten. Nachdem dabei Häftlinge ums Leben kamen, soll er dies mit folgenden Worten kommentiert haben: „Da haben sie einen lustigen Tod gehabt“. Rohde soll wegen dieser Versuche Schwierigkeiten mit der Lagerleitung bekommen haben, aber nur weil er sich zuvor keine Genehmigung für sein Vorhaben eingeholt hatte.
Ein Häftling benannte Rohde als Operateur bei der Entnahme menschlicher Hoden, die im Rahmen von Horst Schumanns Sterilisationsversuchen durch Röntgenstrahlung im gerichtsmedizinischen Institut der Universität Breslau histologisch untersucht werden sollten.
Später, als Lagerarzt von Natzweiler, war Rohde an der Ermordung von vier Frauen, von denen mindestens drei englische Agentinnen waren, beteiligt. Die vier englischen Frauen, die der Special Operations Executive angehörten und dem französischen Widerstand zuarbeiteten, waren im Juni und November 1943 in Dijon und Paris verhaftet worden. Nach einem Aufenthalt in einem Frauengefängnis in Karlsruhe wurden sie in das KZ Natzweiler-Struthof überstellt und am 6. Juli 1944 unter strenger Geheimhaltung durch Phenol-Injektionen getötet und anschließend im Krematorium verbrannt.

## Nach dem Krieg
Nach Kriegsende wurde Rohde verhaftet und von einem britischen Militärgericht in Wuppertal (Trial of Werner Rohde and Eight Others – 29. Mai bis 1. Juni 1946) wegen der Ermordung der vier SOE-Agentinnen angeklagt. Die Ermittlungen ergaben, dass Rohde und Heinrich Plaza, der bei dem Prozess nicht anwesend war, die tödlichen Injektionen verabreicht haben sollen. Er selbst gab zu, einer Frau Phenol gespritzt zu haben, versuchte aber sich durch den Hinweis auf den Befehlsnotstand zu verteidigen. Rohde wurde zum Tode verurteilt am 11. Oktober 1946 im Zuchthaus Hameln durch den Strang hingerichtet.